# Ритмічна група
Ритм-група, ритмічна група, ритм-секція (англ. Rhythm section) — група у складі оркестрів та ансамблів, функція якої полягає у виконанні базової ритмічної фактури музичного твору. Зазвичай складається з набору барабанів, бонгів, тамів, тарілок, перкусії і басу (бас-гітари, рідко двох бас-гітар, або етнічного басового інструменту). Часто функції ритму виконують ритм-гітари, клавішні і синтезатори або будь-які інструменти аж до людського голосу, але вони прямо не відносяться до ритм-групи.
Зазвичай протиставляється до соло інструментів, однак цей розподіл умовний. Інструменти, які традиційно використовуються в ритм-секції, з таким же успіхом можуть виконувати соло партії.
Іноді розширені й модифіковані ритм-групи формуються як окремі ансамблі або оркестри (Оркестр ударних інструментів під керуванням Пекарського, фольклорні африканські та малайзійські групи).
Термін «ритм-група» переважно вживається по відношенню до естрадних або джаз-оркестрів, джаз-ансамблів, поп-груп і рок-груп. У рок-групах ритм-група (що складається з бас-гітари та ударної установки) відіграє основну роль після вокалістів. На ній тримається вся ритмічна основа і енергетика музичної композиції.
Ритм-групи зазвичай дуже довго працюють разом, відточуючи дуетну синхронність і динаміку до рівня інтуїції. Такі зіграні ритм-групи цінуються в професійному середовищі набагато вище, ніж окремо басист і барабанщик. І якщо вони навіть переходять в інший колектив, то намагаються це робити разом.